# Я была авантюристкой
Я была авантюристкой (фр. J'étais une aventurière) — французский комедийно-драматический фильм 1938 года, поставленный режиссером Раймоном Бернаром с Эдвиж Фейєр в главной роли.

## Сюжет
В Лондоне, а затем в Вене графиня Вера Вронски прокручивает элегантные мошеннические аферы, в центре которых, как правило, настоящие или фальшивые драгоценности. Она пускает в ход свое обаяние и умело пользуется скупостью, тщеславием и доверчивостью мужчин. Сценарии этих афер разработаны ее соучастником и учителем Дезормо. А в тех случаях, когда при исполнении нужна ловкость рук, к делу охотно подключается третий сообщник — карманный вор Поло. Но в Каннах графиня влюбляется в свою очередную жертву, красавчика Пьера Глорена. Они играют в прекрасную любовь, и позже женятся.
Вера больше не хочет работать с бывшими сообщниками. В Будапеште мошенники пытаются научить новую компаньонку, но она не такая смышленая, и все заканчивается тюрьмой. В Париже они снова отыскивают Веру, и Дезормо шантажом снова собирает прежнюю команду. Благодаря умелой постановочной афере, Вера думает, что избавилась от них. Но Дезормо раскрывает обман. Вместе с Поло он появляется в нормандском городке, где Пьер и Вера принимают гостей. Мошенники убегают, прихватив драгоценности всей этой великосветской публики. Вера вынуждена раскрыть Пьеру тайну своего прошлого. Дружба Поло с бывшей соучастницей, а также его хитрость помогут влюбленным примириться и спокойно зажить дальше.

## В ролях
- Эдвиж Фёйер — Вера Вронски
- Жан Мюрат — Пьер Глорен
- Мона Гойя — молодая женщина